# アレクサンドル・アルセニエフ
アレクサンドル・ミハイロヴィチ・アルセニエフ（ロシア語: Александр Миха́йлович Арсе́ньев, ラテン文字転写: Aleksandr Mikhailovitch Arsenyev 、1906年9月4日（ユリウス暦8月22日）- 1988年9月19日）は、ソビエト連邦の教育学者。スルゴヴィシェヴォ出身。ロシア共和国科学アカデミーに所属し、国民教育を推進した。教員養成教育のための著作が多い。1949年から1958年までロシア共和国教育省次官。1955年より教育科学アカデミー幹部。教育科学アカデミー一般教育学研究所長もつとめた。

## 論文
- 「中学校の教育内容改善の基本方針－新教科課程と教授要目案について」（1967年）（邦訳、柴田義松・川野辺敏編『資料ソビエト教育学－理論と制度』新読書社、1976年所収）